# 7. Biathlon-Weltcup 2023/24 (Oslo)
Der 7. Weltcup der Biathlonsaison 2023/24 fand am Holmenkollen nordwestlich der norwegischen Hauptstadt Oslo statt. Erstmals seit März 2018 waren die Wettkämpfe in der Holmenkollen nasjonalanlegg nicht als Saisonabschluss geplant gewesen, dieser fand in diesem Winter im kanadischen Canmore statt.

## Wettkampfprogramm
| Datum          | Männer    | Männer                  | Frauen                  | Frauen                  |
| -------------- | --------- | ----------------------- | ----------------------- | ----------------------- |
| Do, 29.02.24 1 |           |                         | 14:15 Uhr               | Einzel (15 km)          |
| Fr, 01.03.24   | 15:45 Uhr | Einzel (20 km)          | 13:00 Uhr               | Einzel (15 km)          |
| Sa, 02.03.24   | 15:20 Uhr | Massenstart (15 km)     | 13:20 Uhr               | Massenstart (12,5 km)   |
| So, 03.03.24   | 12:45 Uhr | Single-Mixed-Staffel    | Single-Mixed-Staffel    | Single-Mixed-Staffel    |
| So, 03.03.24   | 14:45 Uhr | Mixedstaffel (4 × 6 km) | Mixedstaffel (4 × 6 km) | Mixedstaffel (4 × 6 km) |

## Teilnehmende Nationen und Athleten
| Nation               | Anzahl               | Athlet | Athletin                                                                                                 |
| Europa (22 Nationen) | Europa (22 Nationen) | Europa (22 Nationen) | Europa (22 Nationen)                                                                                     |
| -------------------- | -------------------- | --- | --- |
| Belgien              | 3+3                  | César Beauvais, Florent Claude, Marek Mackels                                                                                             | Eve Bouvard, Maya Cloetens, Lotte Lie                                                                    |
| Bulgarien            | 3+(4)                | Wladimir Iliew, Anton Sinapow, Blagoj Todew                                                                                               | Lora Christowa, Walentina Dimitrowa, Daniela Kadewa, Marija Sdrawkowa                                    |
| Deutschland          | 6+6                  | Benedikt Doll, Philipp Horn, Johannes Kühn, Philipp Nawrath, Roman Rees, Justus Strelow                                                   | Selina Grotian, Janina Hettich-Walz, Franziska Preuß, Johanna Puff, Sophia Schneider, Vanessa Voigt      |
| Estland              | 4+4                  | Robert Heldna, Raido Ränkel, Kristo Siimer, Rene Zahkna                                                                                   | Regina Ermits, Susan Külm, Johanna Talihärm, Tuuli Tomingas                                              |
| Finnland             | 5+1                  | Tuomas Harjula, Otto Invenius, Heikki Laitinen, Jaakko Ranta, Tero Seppälä                                                                | Suvi Minkkinen                                                                                           |
| Frankreich           | 6+6                  | Fabien Claude, Quentin Fillon Maillet, Antonin Guigonnat, Émilien Jacquelin, Oscar Lombardot, Éric Perrot                                 | Justine Braisaz-Bouchet, Sophie Chauveau, Gilonne Guigonnat, Lou Jeanmonnot, Jeanne Richard, Julia Simon |
| Griechenland         | 1                    | Apostolos Angelis | |
| Grönland             | 1                    | | Ukaleq Astri Slettemark                                                                                  |
| Italien              | 5+6                  | Didier Bionaz, Patrick Braunhofer, Tommaso Giacomel, Lukas Hofer, Elia Zeni                                                               | Hannah Auchentaller, Michela Carrara, Samuela Comola, Rebecca Passler, Beatrice Trabucchi, Lisa Vittozzi |
| Kroatien             | 1+1                  | Krešimir Crnković | Anika Kožica                                                                                             |
| Lettland             | 3+3                  | Renārs Birkentāls, Edgars Mise, Andrejs Rastorgujevs                                                                                      | Baiba Bendika, Sanita Buliņa, Annija Sabule                                                              |
| Litauen              | 4+3                  | Maksim Fomin, Tomas Kaukėnas, Jokūbas Mačkinė, Vytautas Strolia                                                                           | Natalija Kočergina, Judita Traubaitė, Lidia Žurauskaitė                                                  |
| Moldau               | 3+3                  | Pawel Magasejew, Maxim Makarow, Michail Ussow                                                                                             | Alla Ghilenko, Aljona Makarowa, Alina Stremous                                                           |
| Norwegen             | (7)+5                | Johannes Thingnes Bø, Tarjei Bø, Vetle Sjåstad Christiansen, Johannes Dale-Skjevdal, Sturla Holm Lægreid, Vebjørn Sørum, Endre Strømsheim | Juni Arnekleiv, Emilie Ågheim Kalkenberg, Maren Kirkeeide, Ida Lien, Ingrid Landmark Tandrevold          |
| Österreich           | 5+5                  | Simon Eder, Patrick Jakob, David Komatz, Magnus Oberhauser, Dominic Unterweger                                                            | Anna Gandler, Lisa Hauser, Anna Juppe, Lea Rothschopf, Tamara Steiner                                    |
| Polen                | 4+4                  | Konrad Badacz, Patryk Bryn, Kacper Guńka, Andrzej Nędza-Kubiniec                                                                          | Joanna Jakieła, Anna Mąka, Natalia Sidorowicz, Kamila Żuk                                                |
| Rumänien             | 4+3                  | George Buta, George Colțea, Cornel Puchianu, Dmitri Schamajew                                                                             | Andreea Mezdrea, Anastassija Tolmatschowa, Jelena Tschirkowa                                             |
| Schweden             | 6+6                  | Viktor Brandt, Anton Ivarsson, Peppe Femling, Jesper Nelin, Martin Ponsiluoma, Sebastian Samuelsson                                       | Mona Brorsson, Anna-Karin Heijdenberg, Anna Magnusson, Stina Nilsson, Elvira Öberg, Johanna Skottheim    |
| Schweiz              | 5+5                  | Joscha Burkhalter, Jeremy Finello, Niklas Hartweg, Gion Stalder, Sebastian Stalder                                                        | Amy Baserga, Aita Gasparin, Elisa Gasparin, Lena Häcki-Groß, Lea Meier                                   |
| Slowakei             | 2+2                  | Damián Cesnek, Tomáš Sklenárik | Mária Remeňová, Zuzana Remeňová                                                                          |
| Slowenien            | 4+3                  | Miha Dovžan, Jakov Fak, Lovro Planko, Toni Vidmar                                                                                         | Polona Klemenčič, Živa Klemenčič, Anamarija Lampič                                                       |
| Tschechien           | 5+4                  | Vítězslav Hornig, Mikuláš Karlík, Michal Krčmář, Jonáš Mareček, Tomáš Mikyska                                                             | Lucie Charvátová, Markéta Davidová, Jessica Jislová, Tereza Voborníková                                  |
| Ukraine              | 5+5                  | Anton Dudtschenko, Taras Lessjuk, Denys Nassyko, Dmytro Pidrutschnyj, Artem Pryma                                                         | Chrystyna Dmytrenko, Julija Dschyma, Anna Krywonos, Anastassija Merkuschyna, Iryna Petrenko              |
| Amerika (1 Nation)   |                      | | |
| Vereinigte Staaten   | 4+4                  | Vincent Bonacci, Jake Brown, Sean Doherty, Campbell Wright                                                                                | Margie Freed, Tara Geraghty-Moats, Deedra Irwin, Chloe Levins                                            |
| Asien (2 Nationen)   |                      | | |
| Kasachstan           | 3+(3)                | Nikita Akimow, Wladislaw Kirejew, Alexander Muchin                                                                                        | Polina Jegorowa, Alina Skripkina, Galina Wischnewskaja-Scheporenko                                       |
| Südkorea             | 2+3                  | Timofei Lapschin, Alexander Starodubez | Jekaterina Awwakumowa, Choi Yoo-nah, Ko Eun-jung                                                         |

## Ausgangslage
Als Gesamtweltcupführende gingen nach dem Saisonhöhepunkt weiterhin Johannes Thingnes Bø und Ingrid Landmark Tandrevold an den Start.
Generell fanden im Vergleich zum Weltcup in Antholz nicht viele Athletenwechsel statt. Lediglich das schwedische Team musste die Mannschaft aufgrund krankheits- und verletzungsbedingter Ausfälle von Hanna Öberg und Linn Persson umstellen. Da auch Sara Andersson aufgrund der zeitgleich stattfindenden Juniorenweltmeisterschaften fehlte, starteten mit Rückkehrerin Stina Nilsson, Johanna Skottheim und Debütantin Anna-Karin Heijdenberg drei nicht dem Nationalkader angehörige Athletinnen. Linn Persson hatte ihre Saison beendet.
Während im deutschen Team lediglich Philipp Horn anstatt Danilo Riethmüller wieder startete, gab es im österreichischen Lager zwei Änderungen: Da Dunja Zdouc und Felix Leitner ihre Saison beendet hatten, starteten Lea Rothschopf und der zuletzt krank gewesene Dominic Unterweger in Oslo. Auch Dorothea Wierer beendete in Folge der Weltmeisterschaften ihre Saison, wodurch Beatrice Trabucchi wieder ins Team rückte. Zudem war Hannah Auchentaller wieder zurück. Thierry Langer zog sich bei den Weltmeisterschaften eine Rippenfraktur zu und musste somit ebenfalls die Saison zeitig abschließen.
Ein Comeback gab es in Form von Kamila Żuk, die ihr erstes Weltcuprennen nach einer schweren Verletzung bestritt.

## Ergebnisse
| 7. Weltcup in Oslo, 26. Februar bis 3. März 2024 | 7. Weltcup in Oslo, 26. Februar bis 3. März 2024 | 7. Weltcup in Oslo, 26. Februar bis 3. März 2024                           | 7. Weltcup in Oslo, 26. Februar bis 3. März 2024                  | 7. Weltcup in Oslo, 26. Februar bis 3. März 2024                           |
| ------------------------------------------------ | ------------------------------------------------ | -------------------------------------------------------------------------- | ----------------------------------------------------------------- | -------------------------------------------------------------------------- |
| Datum                                            | Disziplin                                        | Erster Platz                                                               | Zweiter Platz                                                     | Dritter Platz                                                              |
| 1. März 2024 (Fr.)                               | Einzel (15 km)                                   | Ingrid Landmark Tandrevold                                                 | Elvira Öberg                                                      | Ida Lien                                                                   |
| 1. März 2024 (Fr.)                               | Einzel (20 km)                                   | Sturla Holm Lægreid                                                        | Tarjei Bø                                                         | Vetle Sjåstad Christiansen                                                 |
| 2. März 2024 (Sa.)                               | Massenstart (12,5 km)                            | Lena Häcki-Groß                                                            | Julia Simon                                                       | Lou Jeanmonnot                                                             |
| 2. März 2024 (Sa.)                               | Massenstart (15 km)                              | Sturla Holm Lægreid                                                        | Benedikt Doll                                                     | Jesper Nelin                                                               |
| 3. März 2024 (So.)                               | Single-Mixed-Staffel                             | NorwegenJuni Arnekleiv Vetle Sjåstad Christiansen                          | SchwedenAnna Magnusson Sebastian Samuelsson                       | FinnlandSuvi Minkkinen Otto Invenius                                       |
| 3. März 2024 (So.)                               | Mixedstaffel (4 × 6 km)                          | FrankreichJulia Simon Sophie Chauveau Fabien Claude Quentin Fillon Maillet | SchwedenMona Brorsson Elvira Öberg Jesper Nelin Martin Ponsiluoma | NorwegenIngrid Landmark Tandrevold Ida Lien Tarjei Bø Johannes Thingnes Bø |

## Verlauf

### Einzel

#### Frauen
Start: Freitag, 1. März 2024, 13:00 Uhr
| Platz | Sportler                   | Zeit        | Schießfehler |
| ----- | -------------------------- | ----------- | ------------ |
| 1     | Ingrid Landmark Tandrevold | 44:13,1 min | 0+0+0+1      |
| 2     | Elvira Öberg               | +28,8       | 1+1+0+0      |
| 3     | Ida Lien                   | +32,0       | 0+1+0+0      |
| 4     | Lisa Vittozzi              | +51,2       | 0+1+1+0      |
| 5     | Tereza Voborníková         | +1:08,6     | 0+0+1+0      |
| 6     | Vanessa Voigt              | +1:19,5     | 0+1+0+0      |
| 7     | Justine Braisaz-Bouchet    | +1:25,7     | 0+0+2+1      |
| 8     | Sophie Chauveau            | +1:42,8     | 1+1+0+1      |
| 9     | Anna Magnusson             | +1:48,8     | 1+0+0+1      |
| 10    | Markéta Davidová           | +2:01,9     | 0+2+0+1      |
| 0     |                            |             |              |
| 14    | Lotte Lie                  | +2:12,7     | 0+0+0+1      |
| 15    | Anna Gandler               | +2:20,7     | 0+1+0+1      |
| 18    | Johanna Puff               | +2:29,6     | 0+1+0+0      |
| 20    | Hannah Auchentaller        | +2:41,4     | 0+1+0+1      |
| 23    | Amy Baserga                | +2:59,0     | 0+1+1+0      |
| 24    | Lea Rothschopf             | +3:03,9     | 0+1+1+0      |
| 26    | Samuela Comola             | +3:08,4     | 0+1+0+1      |
| 28    | Selina Grotian             | +3:14,2     | 0+0+1+1      |
| 34    | Aita Gasparin              | +3:38,7     | 0+0+1+2      |
| 36    | Lena Häcki-Groß            | +3:55,4     | 1+1+1+1      |
| 38    | Anna Juppe                 | +3:58,6     | 0+0+2+0      |
| 39    | Sophia Schneider           | +4:04,2     | 0+2+0+2      |
| 40    | Lisa Hauser                | +4:08,9     | 0+1+2+0      |
| 44    | Michela Carrara            | +4:24,8     | 2+1+0+1      |
| 46    | Janina Hettich-Walz        | +4:25,2     | 1+2+0+1      |
| 53    | Rebecca Passler            | +4:58,6     | 0+0+1+2      |
| 54    | Beatrice Trabucchi         | +4:59,3     | 0+0+1+1      |
| 55    | Lea Meier                  | +5:07,5     | 0+1+0+2      |
| 67    | Elisa Gasparin             | +6:23,9     | 2+1+0+0      |
| 72    | Eve Bouvard                | +7:35,7     | 1+2+2+1      |
| DNS   | Tamara Steiner             |             |              |

Gemeldet: 89
Nicht am Start: 5
Nachdem sie während der Weltmeisterschaften noch extreme Probleme am Schießstand hatte, meldete sich Ingrid Landmark Tandrevold mit neunzehn Treffern und ihrem ersten Sieg in einem Einzel zurück. Elvira Öberg erreichte nach gut drei Monaten wieder einen Podestplatz, dahinter überraschte auch Ida Lien, die bei der WM ähnliche Schießergebnisse wie Tandrevold ablieferte und nun erstmals auf ein Weltcuppodest in einem Individualwettkampf stieg. Ihre besten Karriereergebnisse und Weltcuppunkte erzielten Tereza Voborníková (5.), Maren Kirkeeide (12.), Johanna Puff (18.), Zuzana Remeňová (22.) und Aljona Makarowa (35.), bei ihren Weltcupdebüts sofort in die Top 30 liefen Lea Rothschopf (24.) und Anna-Karin Heijdenberg (25.). Bei recht schwierigen Bedingungen gelang es keiner Athletin, alle zwanzig Scheiben zu treffen, Franziska Preuß musste einen Tag vor Rennstart aufgrund erneuter gesundheitlicher Probleme ihren Start absagen.

#### Männer
Start: Freitag, 1. März 2024, 15:45 Uhr
| Platz | Sportler                   | Zeit        | Schießfehler |
| ----- | -------------------------- | ----------- | ------------ |
| 1     | Sturla Holm Lægreid        | 49:31,0 min | 0+0+0+0      |
| 2     | Tarjei Bø                  | +28,5       | 0+0+0+1      |
| 3     | Vetle Sjåstad Christiansen | +1:05,6     | 0+0+0+1      |
| 4     | Éric Perrot                | +1:06,4     | 0+0+0+1      |
| 5     | Johannes Thingnes Bø       | +1:14,9     | 0+1+1+0      |
| 6     | Andrejs Rastorgujevs       | +1:44,0     | 0+0+0+1      |
| 7     | Endre Strømsheim           | +1:51,6     | 0+0+0+1      |
| 8     | Campbell Wright            | +1:59,8     | 0+1+0+0      |
| 9     | Émilien Jacquelin          | +2:10,3     | 0+0+1+1      |
| 10    | Johannes Dale-Skjevdal     | +2:16,3     | 0+1+1+0      |
| 0     |                            |             |              |
| 12    | Johannes Kühn              | +2:34,1     | 0+2+0+0      |
| 17    | Justus Strelow             | +3:09,0     | 1+0+0+1      |
| 20    | Florent Claude             | +3:17,4     | 0+0+0+1      |
| 21    | David Komatz               | +3:22,2     | 0+0+0+1      |
| 25    | Roman Rees                 | +3:33,1     | 1+0+0+0      |
| 29    | Philipp Horn               | +4:16,4     | 2+1+1+0      |
| 32    | Philipp Nawrath            | +4:36,1     | 1+1+1+0      |
| 35    | Simon Eder                 | +4:48,5     | 0+0+2+0      |
| 36    | Didier Bionaz              | +4:49,2     | 0+1+0+2      |
| 37    | Lukas Hofer                | +5:15,9     | 0+1+2+1      |
| 39    | Sebastian Stalder          | +5:32,0     | 0+1+1+0      |
| 42    | Dominic Unterweger         | +5:41,1     | 1+0+1+0      |
| 44    | Patrick Braunhofer         | +5:49,0     | 2+0+0+0      |
| 47    | Tommaso Giacomel           | +6:08,4     | 1+3+1+1      |
| 48    | Jeremy Finello             | +6:12,8     | 0+2+2+2      |
| 50    | Joscha Burkhalter          | +6:31,6     | 1+0+2+1      |
| 52    | Niklas Hartweg             | +6:38,5     | 1+1+1+1      |
| 63    | Magnus Oberhauser          | +7:47,2     | 1+1+0+1      |
| 65    | Patrick Jakob              | +8:07,7     | 2+0+0+2      |
| 73    | Gion Stalder               | +8:51,0     | 0+1+1+2      |
| 74    | Benedikt Doll              | +9:02,6     | 1+1+2+3      |
| 85    | Elia Zeni                  | +10:43,8    | 2+1+2+1      |
| 89    | Marek Mackels              | +12:22,0    | 2+1+1+2      |
| 93    | César Beauvais             | +14:16,3    | 3+1+1+2      |

Gemeldet: 96
Nicht am Start: 2
Nicht beendet:  Oscar Lombardot
Im um anderthalb Stunden verschobenen Einzel der Herren gab es einen Dreifachsieg für Norwegen. Sturla Holm Lægreid siegte dank vier fehlerfreien Schießen zum zwölften Mal in einem Individualwettkampf, dahinter klassierten sich Tarjei Bø und Vetle Sjåstad Christiansen, der auf der Schlussrunde Éric Perrot virtuell noch abfing. Karrierebestleistungen und gleichzeitig gewonnene Weltcuppunkte gab es durch Campbell Wright (8.), Viktor Brandt (24.) und Blagoj Todew (38.), auch Antonin Guigonnat überzeugte als elftplatzierter, nachdem er nicht für die Weltmeisterschaften nominiert worden war. Alle zwanzig Scheiben trafen Lægreid, Brandt, Miha Dovžan (23.) und Maxim Makarow (28.), die schnellste Laufzeit setzte Johannes Thingnes Bø, der sich mit dem fünften Platz auch die Einzelwertung sicherte.

### Massenstart

#### Frauen
Start: Samstag, 2. März 2024, 13:20 Uhr
| Platz | Sportler                   | Zeit        | Schießfehler |
| ----- | -------------------------- | ----------- | ------------ |
| 1     | Lena Häcki-Groß            | 35:46,3 min | 1+1+0+0      |
| 2     | Julia Simon                | +16,8       | 1+1+1+1      |
| 3     | Lou Jeanmonnot             | +22,3       | 0+2+0+1      |
| 4     | Ingrid Landmark Tandrevold | +23,3       | 1+1+0+1      |
| 5     | Lisa Vittozzi              | +24,7       | 1+0+1+1      |
| 6     | Juni Arnekleiv             | +41,8       | 1+1+1+1      |
| 7     | Sophie Chauveau            | +50,0       | 2+0+0+2      |
| 8     | Tereza Voborníková         | +57,9       | 0+0+1+0      |
| 9     | Elvira Öberg               | +59,3       | 2+0+3+0      |
| 10    | Anamarija Lampič           | +1:00,3     | 1+3+2+0      |
| 0     |                            |             |              |
| 14    | Hannah Auchentaller        | +1:23,7     | 0+0+1+1      |
| 17    | Anna Gandler               | +1:27,9     | 0+2+1+0      |
| 18    | Sophia Schneider           | +1:28,0     | 0+1+1+1      |
| 19    | Lotte Lie                  | +1:28,5     | 1+1+1+0      |
| 20    | Janina Hettich-Walz        | +1:49,5     | 2+0+1+1      |
| 22    | Amy Baserga                | +2:01,4     | 0+0+3+1      |
| 23    | Johanna Puff               | +2:21,2     | 1+0+1+1      |
| 25    | Vanessa Voigt              | +2:54,1     | 0+3+2+0      |

Gemeldet und am Start: 30
Nach der Enttäuschung am Vortag ging Lena Häcki-Groß am besten mit den sehr schwierigen Bedingungen am Schießstand um und sicherte sich ihren zweiten Weltcupsieg. Ausschlaggebend dafür war der vierte Schießdurchgang, den sie als einzige Athletin der Spitzengruppe ohne Fehlschuss abschloss. Julia Simon hielt sich trotz vierer Fehler auf Platz zwei, Lou Jeanmonnot war die spurtstärkste des folgenden Trios und sicherte sich den dritten Podestplatz. Die schnellste Kurszeit lieferte einmal mehr Anamarija Lampič und lief damit erstmals in einem Wettkampf mit vier Schießeinlagen unter die besten Zehn. Ihr bestes Karriereresultat erzielte als 14. Hannah Auchentaller.

#### Männer
Start: Samstag, 2. März 2024, 15:20 Uhr
| Platz | Sportler                   | Zeit        | Schießfehler |
| ----- | -------------------------- | ----------- | ------------ |
| 1     | Sturla Holm Lægreid        | 37:52,0 min | 1+0+0+0      |
| 2     | Benedikt Doll              | +6,4        | 0+0+0+2      |
| 3     | Jesper Nelin               | +9,9        | 0+1+0+0      |
| 4     | Fabien Claude              | +15,3       | 1+0+0+1      |
| 5     | Émilien Jacquelin          | +17,7       | 1+0+1+1      |
| 6     | Philipp Nawrath            | +18,6       | 1+0+0+0      |
| 7     | Tarjei Bø                  | +20,0       | 0+0+0+3      |
| 8     | Justus Strelow             | +33,1       | 0+0+0+0      |
| 9     | Martin Ponsiluoma          | +41,7       | 0+2+2+0      |
| 10    | Vetle Sjåstad Christiansen | +52,4       | 1+1+0+2      |
| 0     |                            |             |              |
| 19    | Johannes Kühn              | +1:41,6     | 1+0+2+2      |
| 22    | Tommaso Giacomel           | +2:06,0     | 1+2+2+2      |
| 24    | Roman Rees                 | +2:19,3     | 1+1+1+1      |
| 25    | Philipp Horn               | +2:26,9     | 3+1+1+0      |
| 26    | Didier Bionaz              | +2:32,8     | 2+0+2+2      |
| 27    | Florent Claude             | +2:42,1     | 1+0+0+0      |
| 30    | Sebastian Stalder          | +5:17,5     | 1+0+1+1      |

Gemeldet und am Start: 30
In diesem Wettkampf entschied sich wie so oft alles beim letzten Schießen: Benedikt Doll und Tarjei Bø verschossen mehrfach und boten so einigen Athleten eine Siegchance, am Ende war Sturla Holm Lægreid der schnellste Athlet ohne Fehler und konnte so nach dem Einzel auch den Massenstart für sich entscheiden. Doll sicherte sich dank einer starken Schlussrunde noch den zweiten Rang, während hinter ihm Jesper Nelin mit einer guten Schießleistung sein erstes Weltcuppodest in einem Individualwettkampf realisierte. Für Fabien Claude (4.) und Tero Seppälä (12.) gab es das beste Saisonergebnis, im Gegenzug verpassten Athleten wie Sebastian Samuelsson, Johannes Thingnes Bø und Quentin Fillon Maillet die Top 10.

### Mixed

#### Single-Mixed-Staffel
Start: Sonntag, 3. März 2024, 12:45 Uhr
| Platz | Land               | Sportler                                  | Zeit        | Strafrunden + Nachlader             |
| ----- | ------------------ | ----------------------------------------- | ----------- | ----------------------------------- |
| 1     | Norwegen           | Juni Arnekleiv Vetle Sjåstad Christiansen | 38:43,6 min | 0+0 0+1 / 0+1 1+3 0+2 0+0 / 0+0 0+1 |
| 2     | Schweden           | Anna Magnusson Sebastian Samuelsson       | +0,1        | 0+1 0+0 / 0+0 0+0 0+3 0+2 / 0+0 0+1 |
| 3     | Finnland           | Suvi Minkkinen Otto Invenius              | +31,3       | 0+1 0+0 / 0+0 0+1 0+0 0+1 / 0+2 0+1 |
| 4     | Schweiz            | Lena Häcki-Groß Niklas Hartweg            | +44,5       | 0+2 0+1 / 0+0 0+1 2+3 0+1 / 0+0 0+0 |
| 5     | Frankreich         | Lou Jeanmonnot Émilien Jacquelin          | +1:11,8     | 0+0 0+1 / 0+1 0+2 0+2 1+3 / 0+2 0+0 |
| 6     | Deutschland        | Selina Grotian Justus Strelow             | +1:19,9     | 0+2 0+0 / 2+3 0+1 0+0 0+1 / 0+1 0+0 |
| 7     | Vereinigte Staaten | Deedra Irwin Campbell Wright              | +1:48,0     | 0+1 1+3 / 0+0 1+3 0+2 0+0 / 0+2 0+1 |
| 8     | Österreich         | Anna Gandler David Komatz                 | +1:49,8     | 0+0 1+3 / 0+0 0+1 0+0 0+1 / 0+0 0+1 |
| 9     | Tschechien         | Jessica Jislová Jonáš Mareček             | +1:56,7     | 0+0 0+2 / 0+0 0+0 0+2 1+3 / 0+1 0+1 |
| 10    | Belgien            | Lotte Lie Florent Claude                  | +1:59,6     | 0+0 0+0 / 0+0 0+1 0+2 0+1 / 0+0 0+1 |
| 0     |                    |                                           |             |                                     |
| 13    | Italien            | Samuela Comola Didier Bionaz              | +2:48,8     | 0+0 0+0 / 0+0 1+3 0+2 0+2 / 0+0 2+3 |

Gemeldet: 23 Staffeln
Überrundet: 2
Dieser von recht vielen Strafrunden geprägte Wettkampf entschied sich erst im Zielsprint, Christiansen holte mehrere Meter auf und schlug Samuelsson auf der Ziellinie. Hinter den beiden favorisierten Staffeln klassierte sich mit Finnland ein Team, welches in einem Mixedbewerb noch nie und in allgemeinen Staffelwettkämpfen seit 1999 nicht mehr auf einem Weltcuppodest stand. Nach zwei Strafrunden durch Hartweg schlug für die Schweiz am Ende Platz vier zu Buche. Deutschland und Frankreich fielen durch Strafrunden zurück, ebenso erging es dem US-amerikanischen Team, welches trotz 150 zusätzlichen Metern mit der drittschnellsten Kurszeit überzeugte und schlussendlich Rang 7 erzielte.

#### Mixedstaffel
Start: Sonntag, 3. März 2024, 14:45 Uhr
| Platz | Land               | Sportler                                                           | Zeit        | Strafrunden + Nachlader            |
| ----- | ------------------ | ------------------------------------------------------------------ | ----------- | ---------------------------------- |
| 1     | Frankreich         | Julia Simon Sophie Chauveau Fabien Claude Quentin Fillon Maillet   | 1:03:48,6 h | 0+0 0+0 0+1 0+0 0+1 0+2 0+1 0+1    |
| 2     | Schweden           | Mona Brorsson Elvira Öberg Jesper Nelin Martin Ponsiluoma          | +32,2       | 0+0 0+1 0+2 0+1 0+0 0+1 0+0 0+3    |
| 3     | Norwegen           | Ingrid Landmark Tandrevold Ida Lien Tarjei Bø Johannes Thingnes Bø | +35,9       | 0+0 1+3 0+0 0+3 0+0 0+0 0+1 0+3    |
| 4     | Italien            | Hannah Auchentaller Lisa Vittozzi Lukas Hofer Tommaso Giacomel     | +46,4       | 0+1 0+0 0+3 0+1 0+1 0+0 0+0 2+3    |
| 5     | Deutschland        | Janina Hettich-Walz Sophia Schneider Benedikt Doll Philipp Nawrath | +59,4       | 0+1 0+2 0+1 0+0 0+1 0+3 0+1 0+1    |
| 6     | Slowenien          | Polona Klemenčič Anamarija Lampič Miha Dovžan Jakov Fak            | +2:40,1     | 0+0 0+2 1+3 0+2 0+1 0+0            |
| 7     | Tschechien         | Tereza Voborníková Markéta Davidová Michal Krčmář Tomáš Mikyska    | +3:30,6     | 0+1 0+2 0+1 1+3 0+1 0+2            |
| 8     | Österreich         | Lisa Hauser Lea Rothschopf Dominic Unterweger Simon Eder           | +4:16,2     | 0+0 0+1 2+3 0+2 0+0 0+2 2+3 0+0    |
| 9     | Vereinigte Staaten | Deedra Irwin Chloe Levins Sean Doherty Jake Brown                  | +4:16,3     | 0+1 1+3 0+1 0+1                    |
| 10    | Polen              | Joanna Jakieła Anna Mąka Patryk Bryn Andrzej Nędza-Kubiniec        | +5:11,9     | 0+1 0+2 0+0 0+1 0+2 0+1            |
| 0     |                    |                                                                    |             |                                    |
| 13    | Schweiz            | Lea Meier Aita Gasparin Joscha Burkhalter Jeremy Finello           |             | 0+2 1+3 0+3 0+2 überrundet         |
| 16    | Belgien            | Maya Cloetens Eve Bouvard César Beauvais Marek Mackels             |             | 0+1 0+1 0+3 0+1 0+1 1+3 überrundet |

Gemeldet: 23 Staffeln
Überrundet: 13
In einem extrem spannenden Rennen setzte sich Frankreich durch Julia Simon sofort an die Spitze und konnte den Wettkampf schließlich auch recht ungefährdet gewinnen. Dahinter entbrannte sich ein Vierkampf um die weiteren Podestplätze: Italien war beim letzten Schießen knapp hinter der Spitze, passierte trotz zweier Strafrunden von Tommaso Giacomel als Zweites, fiel aber auf der Schlussrunde zurück. Den zweiten Platz sicherte sich dank einer stärkeren Schlussphase Ponsiluoma für Schweden, während Bø für Norwegen Rang 3 fixierte. Da insgesamt lediglich zehn (!) Mannschaften das Ziel erreichten, gab es für Teams wie Slowenien oder Polen, die nicht überrundet wurden, sehr gute Ergebnisse. Auch die bulgarische Staffel auf Platz elf erzielte ein Erfolgserlebnis.

## Auswirkungen

### Auf den Gesamtweltcup
| Rang | Name                       | Punkte | Siege | Verän- derung |
| ---- | -------------------------- | ------ | ----- | ------------- |
| 1    | Johannes Thingnes Bø       | 878    | 4     |               |
| 2    | Tarjei Bø                  | 819    | 1     |               |
| 3    | Johannes Dale-Skjevdal     | 769    | 1     |               |
| 4    | Sturla Holm Lægreid        | 728    | 2     |               |
| 5    | Vetle Sjåstad Christiansen | 673    | 2     |               |
| 6    | Endre Strømsheim           | 605    | 1     |               |
| 7    | Benedikt Doll              | 540    | 2     |               |
| 8    | Martin Ponsiluoma          | 527    | 0     |               |
| 9    | Johannes Kühn              | 495    | 0     |               |
| 10   | Justus Strelow             | 484    | 0     |               |

| Rang | Name                       | Punkte | Siege | Verän- derung |
| ---- | -------------------------- | ------ | ----- | ------------- |
| 1    | Ingrid Landmark Tandrevold | 859    | 3     |               |
| 2    | Lisa Vittozzi              | 766    | 3     |               |
| 3    | Julia Simon                | 762    | 2     |               |
| 4    | Justine Braisaz-Bouchet    | 755    | 4     |               |
| 5    | Elvira Öberg               | 709    | 1     |               |
| 6    | Lou Jeanmonnot             | 678    | 2     |               |
| 7    | Lena Häcki-Groß            | 654    | 2     |               |
| 8    | Franziska Preuß            | 539    | 0     |               |
| 9    | Karoline Offigstad Knotten | 532    | 0     |               |
| 10   | Vanessa Voigt              | 527    | 0     |               |

### Auf den Einzelweltcup
Schon vor dem Wettkampf in Oslo hatte Johannes Thingnes Bø einen relativ komfortablen Vorsprung im Einzelweltcup. Dank seines fünften Platzes sicherte er diesen ab und gewann zum dritten Mal in seiner Karriere die kleine Kristallkugel in dieser Disziplin. Auf dem Podest standen weiterhin Tarjei Bø und der Sieger von Östersund Roman Rees, weitere deutsche Athleten in den Top 10 waren Johannes Kühn und Justus Strelow auf den Rängen sieben und acht. Als bester Schweizer, Italiener und Österreicher schlossen Sebastian Stalder, Tommaso Giacomel und Simon Eder den Winter als 13., 14. und 22. der Einzelwertung ab.
Anders als beim Männerwettkampf entschied sich das Rennen um die Kristallkugel im Einzel bei den Damen erst durch den Wettkampf in Oslo: Lisa Vittozzi gewann die Wertung mit zehn Punkten Vorsprung auf Ingrid Landmark Tandrevold und 15 Punkten vor Vanessa Voigt, diese hätte im Wettbewerb vor Vittozzi landen müssen. Die Siegerin von Antholz Lena Häcki-Groß fiel auf Platz vier zurück, Franziska Preuß klassierte sich trotz des nicht angetretenen Rennens auf dem sechsten Rang; als nächstbeste deutschsprachige Athletinnen in den Top 20 landeten Lisa Hauser, Janina Hettich-Walz, Amy Baserga, Dorothea Wierer und Sophia Schneider auf den Plätzen 14, 16, 17, 18 und 20.

### Auf den Mixedstaffelweltcup
Mit dem Sieg in der Single-Mixed-Staffel stand der Gewinn der Mixedwertung für die norwegische Mannschaft, die in jedem Wettkampf des Winters das Podest erreichte, schon zeitig fest. Dahinter überholte Frankreich Schweden noch um zwei Punkte und komplettierte das Podest. Deutschland, Italien, Österreich und die Schweiz platzierten sich auf den dahinter folgenden Plätzen, Belgien schloss die Saison als 21. der Wertung ab.

## Debütanten
Folgende Athleten nahmen zum ersten Mal an einem Biathlon-Weltcup teil. Dabei kann es sich sowohl um Individualrennen, als auch um Staffelrennen handeln.
| Männer      | Frauen                 |
| ----------- | ---------------------- |
| Patryk Bryn | ( Eve Bouvard)         |
|             | ( Lea Rothschopf)      |
|             | Anna-Karin Heijdenberg |

Bouvard und Rothschopf hatten bereits an den Weltmeisterschaften 2024 teilgenommen und sind deshalb hier in Klammern geführt.